# Party Crasher Tour 2009
Party Crasher Tour 2009 — клубный гастрольный тур по городам Европы шведского поп-рок музыканта Пера Гессле, прошедший в апреле-мае 2009 года. Тур прошёл в поддержку сольного альбома музыканта Party Crasher, но также были исполнены некоторые песни Roxette и песни с сольных альбомов The World According to Gessle и Son of a Plumber.
Для поклонников музыканта и самого Пера Гессле этот тур стал значимым потому, что его коллега по Roxette Мари Фредрикссон после 6 последних лет сольной карьеры (и практически полного отсутствия концертной деятельности) вышла на сцену в двух городах по ходу тура и весь мир снова заговорил о возвращении Roxette. О воссоединении дуэта (который официально никогда не распадался) заговорили от Австралии и Новой Зеландии, до Швейцарии, Дании и США.

## До начала тура
28 марта 2009 года на своем официальном сайте Хелена Юсефссон сообщила, что её супруг Мартиник будет вести блог по ходу тура и описывать всё происходящее с музыкантами..
Перед началом тура прошли трёхнедельные репетиции в Стокгольме. Во время репетиций музыканты на сайте TDR попросили поклонников написать по три песни, которые они хотели бы услышать на концерте. Пер хотел сыграть композиции, которые никогда ранее не исполнял со сцены вживую. Репетиции завершились 10 апреля 2009 года. За два дня до начала тура, во вторник 14 апреля 2009 года, был дан промоконцерт для близких друзей музыкантов и представителей звукозаписывающей компании в клубе Tyrol Club на Djurgården в Стокгольме. Целью это концерта была критика и замечания со стороны, что следует исправить или немного изменить.

## Музыканты
- Пер Гессле — основной вокал, электро- и акустическая гитара, губная гармошка
- Кларенс Эверман — клавишные
- Пелле Альсинг — ударные
- Кристофер Лундквист — гитара, электрогусли, вокал, бэк-вокал
- Хелена Юсефссон — вокал, бэк-вокал, бубен, перкуссия
- Магнус Бёрьесон — бас-гитара, бэк-вокал[10]
- Мари Фредрикссон — основной вокал (только в Амстердаме и Стокгольме (10 мая), для песен «It must have been love» и «The look»)[11]

## Разогрев, дизайн сцены и костюмов, слоган тура

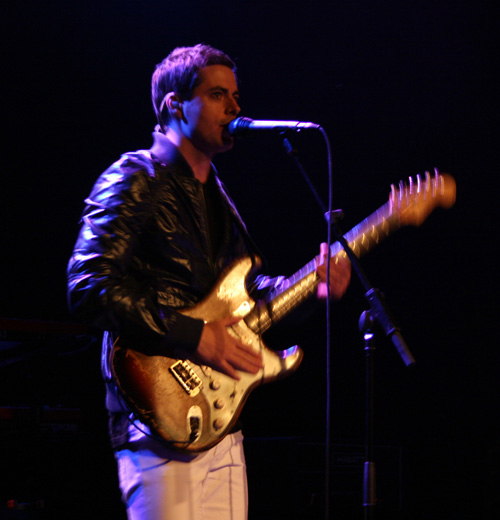
Мартиник Юсефссон на разогреве

На разогреве выступал Мартиник Юсефссон, муж бэк-вокалистки Хелены. Он исполнил пять песен из собственного репертуара: основная музыка играла по принципу «минусовки», певец пел вживую и сам играл на электрогитаре. На концертах также продавался его EP, выпущенный ограниченным тиражом в 200 копий. Пятьдесят из них были подписаны лично Мартиником и продавались на сувенирных лотках в течение тура. После его выступления и до начала основного представления, в течение примерно сорока минут звучала музыка 1960-х—1970-х годов, отобранная лично Пером Гессле.
Список песен:
1. «A Girl from Milan»
2. «I Hear Strange Things at Night»
3. «The Meaning of Haste»
4. «I’m Spiderman»
5. «Tell Me What You Did Last Night (What You Do Tomorrow)?»

На концерте в Цюрихе, Мартиник вместо обычной пятой композиции исполнил песню «Le Mistral» из репертуара Sandy Mouche на французском языке.
Для дизайна сцены была использована идея оформления альбома — светящийся стеклянный шар на огромном полотне за барабанной установкой. Эту идею предложил Пэр Викхольм и Пер Гессле. Принт обложки альбома был также использован для декорации центрального барабана. Одежду для выступления музыкантам предоставила марка WESC, совладельцем которой является сам Пер Гессле.
С учётом того, что альбом Party Crasherб в поддержку которого был организован тур — первый за последние 12 лет англоязычный сольный альбом Гессле, выпущенный в Европе, основным слоганом концертов стала фраза: «The Man from Roxette» (Человек из Roxette), чтобы поклонники дуэта смогли узнать в нём вокалиста и гитариста группы. Также слоганом гастролей стала фраза «A splendid time is guaranteed for all» (Прекрасное времяпрепровождение гарантируется всем).

## Список городов и даты концертов

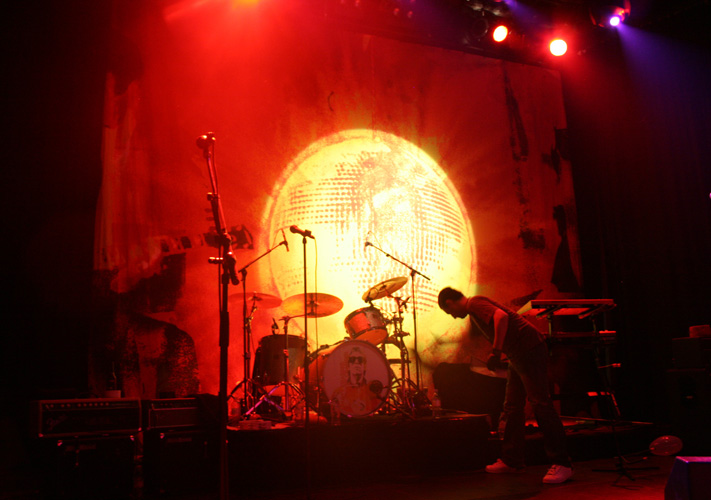
Общий вид сцены. Снято в Кёльне

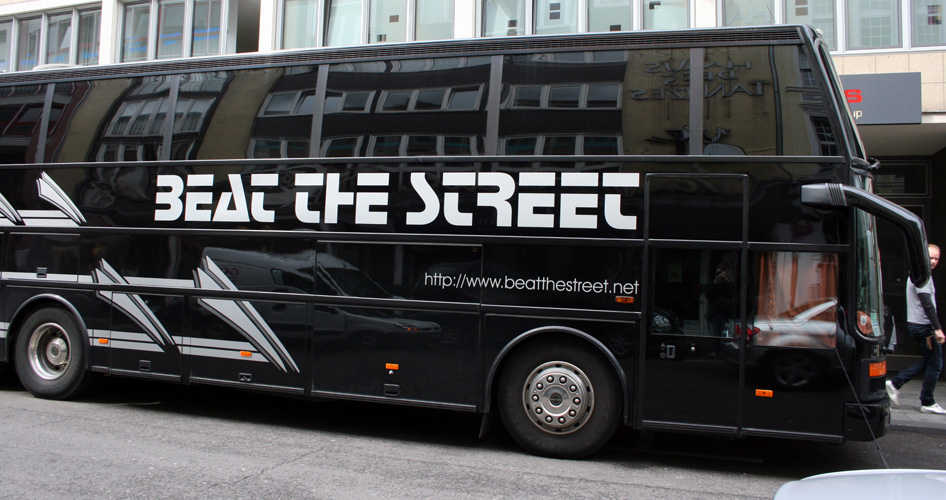
Автобус музыкантов (tourbus)

Изначально, концерты в Копенгагене планировались в клубе Vega, а в Лондоне — в Shepherd’s Bush Empire. Однако 16 марта 2009 года было объявлено о переносе выступлений на концертные площадки, вмещающие меньшее количество людей. Поклонники тогда подумали, что это сделано из-за плохих продаж билетов и низкой популярности артиста в Европе, однако в интервью Гессле рассказал, что хотел в этот раз играть в более «уютной и камерной обстановке».
Пер Гессле: Концертные площадки изменили, потому что я предпочитаю играть в меньших по размеру помещениях (500—800 человек) в этом туре. Я настаивал на этом с самого первого дня. Shepherd’s Bush вмещает 2300 человек (слишком много для такого артиста как я), а «большая» Vega около 1300 человек с балконами. «Маленькая» сцена уже была занята на тот вечер, так что мы переместили выступление в Pumpehuset. Теперь я счастлив. П.Оригинальный текст (англ.)
these venues were changed because I prefer to play smaller venues (500–800 ppl) on this tour of mine. That has been my intention since day 1. shepherd’s bush holds 2300 (way too big for someone like me!) and "large" vega takes about 1300 incl the balconies. "small" vega wasn't available so we set our eyes on pumpehuset.
now i'm happy!
p

| Дата концерта | Город/страна           | Арена                                        | Начало шоу | Примечания |
| ------------- | ---------------------- | -------------------------------------------- | ---------- | --- |
| 16 апреля     | Хельсинки, Финляндия   | Tavastia Club                                | 22:00      | в этом же клубе прошло выступление в рамках Mazarin sommarturné 2003. Посетители: 625 человек. Оценка Aftonbladet: 3/5 |
| 19 апреля     | Осло, Норвегия         | Rockefeller                                  | 20:00      | в этом же клубе прошло выступление в рамках Mazarin sommarturné 2003. Зрители: ок. 600 человек |
| 20 апреля     | Копенгаген, Дания      | Pumpehuset                                   | 20:00      | изначально концерт планировался на большой сцене клуба Vega. Шведская газета Skånskan оценила концерт на 4 из 5. Крайне положительную оценку концерту дала и газета Южного Сконе. |
| 22 апреля     | Варшава, Польша        | Stodola                                      | 19:30      | Посетители: ок. 1000 человек. Оценка концерта: 5/5 |
| 23 апреля     | Прага, Чехия           | Lucerna Hall                                 | 20:00      | |
| 25 апреля     | Гамбург, Германия      | Grunspan                                     | 18:30      | за несколько часов до начала концерта в гамбургском магазине электротоваров Saturn прошла часовая автограф-сессия Пера, единственная за весь гастрольный тур, которую посетили более 350 человек |
| 27 апреля     | Кёльн, Германия        | Gloria Theater                               | 21:00      | Первый концерт в туре, на котором предпоследней песней была «Sleeping in My Car». Музыканты играли её на саундчеке до концерта, а потом спонтанно решили включить её в сет-лист. |
| 28 апреля     | Цюрих, Швейцария       | Kaufleuten                                   | 20:30      | Единственный концерт за весь тур, после которого музыканты не вышли к публике для так называемого «Meet & Greet» (Встреть и поприветствуй). На своем официальном сайте Гессле объяснил это тем, что в самом клубе это было невозможно осуществить физически, а выходить на улицу «в прохладную апрельскую ночь — совсем не то, что посоветовали бы сделать врачи». |
| 29 апреля     | Мюнхен, Германия       | Muffathalle                                  | 20:00      | |
| 2 мая         | Гент, Бельгия          | Handelsbeurs                                 | 20:15      | На этом концерте первой композицией была исполнена «Hey Mr. DJ (Won’t You Play Another Love Song)», прозвучавшая также лишь на концерте в Лондоне, непосредственно перед представлением музыкантов. |
| 4 мая         | Лондон, Великобритания | O2 Islington Academy (бывш. Carling Academy) | 19:00      | изначально выступление планировалось на «Shepherd’s Bush Empire» |
| 6 мая         | Амстердам, Нидерланды  | Melkweg                                      | 20:30      | На этом концерте в качестве «сюрприза» для поклонников Roxette (о котором, впрочем было известно заранее) на сцену вышла Мари Фредрикссон и исполнила с Пером дуэтом «It Must Have Been Love» и «The Look» из репертуара Roxette. Это их первое совместное живое выступление за последние восемь лет с момента Room Service Tour. По рассказу Пера Гессле в интервью радио Сириус ХМ, «когда на сцену вышла Мари, то зрители держали носовые платки в одной руке и фотокамеры в другой».              |
| 8 мая         | Хальмстад, Швеция      | Sporthallen                                  | 18:30      | О концерте было дополнительно объявлено 13 марта 2009 года Посетители: 2000 человек После выступления, шведская газета Halland Posten назвала Гессле и его музыку «символом лета в Швеции». |
| 9 мая         | Стокгольм, Швеция      | Cirkus                                       | 20:00      | Билеты на концерт были полностью распроданы 29 января, спустя несколько часов после поступления в продажу. Сет-лист состоял из 24 песен (включая «Sleeping in My Car» и «Hey Mr. DJ»). Концерт был заснят на видео с высокой четкостью (англ. hi-definition). |
| 10 мая        | Стокгольм, Швеция      | Cirkus                                       | 20:00      | Концерт был внесен в расписание дополнительно после того, как билеты на первый стокгольмский концерт были полностью распроданы. Однако, долгое время на интернет-аукционах можно было встретить билеты на первый концерт по высокой спекулятивной цене. На шоу присутствовали Её Королевское Высочество Кронпринцесса Виктория со своим будущим супругом Даниэлем Вэстлингом, шведская певица Лена Филипссон (англ. Lena Philipsson), кинорежиссёр и клипмейкер Йонас Окерлунд и другие знаменитости. |

Пер Гессле: Я действительно жду с нетерпением этой поездки по Европе. Я расцениваю её как своего рода подарок на свой день рождения, возможность играть мои любимые песни из Песенной Коробки Гессле по-английски.

Я стремлюсь собрать вместе guitar-based power-pop-set (основанный на гитарных рифах сборник сильных поп-песен), написанный специально для клубной сцены! Будет много песен Roxette, которые я не пел с тех пор, как записал их демоверсии, а также некоторые песни из альбомов Son of a Plumber, The World According to Gessle и, конечно же, Party Crasher. Кроме того, почему бы не добавить к этому списку радостную кавер-версию, или даже две?

Мне нравится тот факт, что у нас получилось впихнуть в расписание один концерт в Хальмстаде до того, как группа испарится после концертов 8 и 9 мая в стокгольмском Cirkus (другие обязанности выполнены моими замечательными музыкантами). В пятницу 8 мая мы будем готовы «бросить кости» на арене Sporthallen в моем родном городе, с почти-настроенными-гитарами и улыбками на наших лицах. Когда я играю в Хальмстаде, моё сердце всегда бьется чуточку быстрее.
Оригинальный текст (англ.)
I’m really looking forward to this trip around Europe. I consider it to be some kinda birthday present to myself to be able to play my favorites from The Gessle Box Of Songs in English.

My ambition is to put together a guitar-based power-pop-set specially designed for the club scene! There will be loads of Roxette songs I haven’t sung since the demo days but also favorites from the Plum, World According to… and of course Party Crasher. And why not a jolly cover, or two?

I love the fact that we’ve been able to squeeze in a gig in cookin’ Halmstad before the band vaporizes after the two gigs May 9 & 10 in Cirkus in Stockholm (other duties are in the can for my eminent musicians). Friday May 8 we’ll be ready to roll the dice in Sporthallen in my hometown, with guitars almost-in-tune and smiles on our faces. Playing in Halmstad always makes my heart beat just a little bit faster.

## DVD с живым концертом
Уже после начала турне стало известно, что на одном из концертов (либо в Лондоне, либо в Амстердаме) в качестве особого гостя появится коллега Пера Гессле по дуэту Roxette, Мари Фредрикссон. Так как это было первое совместное выступление дуэта за последние 8 лет (с тех пор, как у Мари диагностировали опухоль мозга в сентябре 2002 года), все поклонники и пресса предположили, что на DVD будет снято историческое воссоединение, однако этого не произошло. Мари вышла на сцену на концертах в Амстердаме и на втором стокгольмском, а на видео было снято лишь первое представление в стокгольмском Cirkus 9 мая. Более того, даже на CD и LP не были записаны песни в исполнении Мари, чего так ждали поклонники. Ни Пер Гессле, ни его менеджмент никак не комментируют это решение.

### Список песен
Изначально было объявлено о том, что на концертах будут исполнены 25 песен + 1 дополнительная песня. Однако в действительности сет-лист состоял всего из 24 композиций. В графе «CD/LP» указаны города, записи из которых присутствуют на живом альбоме Gessle over Europe. Полная версия концерта присутствует на LP.
| №                   | Название                                                                       | Автор(ы)                     | CD/LP               | Длительность |
| ------------------- | ------------------------------------------------------------------------------ | ---------------------------- | ------------------- | ------------ |
| 1.                  | «Dressed for Success» (из Look Sharp!, 1988)                                   | Пер Гессле                   | Кёльн               | 4:26         |
| 2.                  | «Drowning in Wonderful Thoughts About Her» (из Son of a Plumber, 2005)         | Пер Гессле                   | Кёльн               | 3:18         |
| 3.                  | «Stupid» (из The World According to Gessle, 1997)                              | Пер Гессле                   | Лондон              | 3:25         |
| 4.                  | «The Party Pleaser» (из Party Crasher, 2008)                                   | Пер Гессле                   | Стокгольм 1         | 4:51         |
| 5.                  | «I Wish I Could Fly» (из Have a Nice Day, 1999)                                | Пер Гессле                   | Лондон              | 4:54         |
| 6.                  | «She Doesn’t Live Here Anymore» (из Don’t Bore Us, Get to the Chorus!, 1995)   | Пер Гессле / Матс МП Перссон | Копенгаген          | 4:11         |
| 7.                  | «7 Twenty 7» (из Have a Nice Day, 1999)                                        | Пер Гессле                   | Амстердам           | 4:18         |
| 8.                  | «I Have a Party in My Head (I Hope It Never Ends)» (из Son of a Plumber, 2005) | Пер Гессле                   | Амстердам           | 2:10         |
| 9.                  | «Late, Later On» (из Son of a Plumber, 2005)                                   | Пер Гессле                   | Амстердам           | 4:39         |
| 10.                 | «Listen to Your Heart» (из Look Sharp!, 1988)                                  | Пер Гессле / Матс МП Перссон | Кёльн               | 3:55         |
| 11.                 | «Do You Wanna Be My Baby?» (из The World According to Gessle, 1997)            | Пер Гессле                   | Копенгаген          | 4:13         |
| 12.                 | «Opportunity Nox» (из «The Pop Hits», 2003)                                    | Пер Гессле                   | Лондон              | 4:30         |
| 13.                 | «Doesn’t Make Sense» (из Party Crasher, 2008)                                  | Пер Гессле                   | Кёльн               | 5:48         |
| 14.                 | «Church of Your Heart» (из Joyride, 1991)                                      | Пер Гессле                   | Стокгольм 2         | 3:04         |
| 15.                 | «Dangerous» (из Look Sharp!, 1988)                                             | Пер Гессле                   | Стокгольм 1         | 4:13         |
| 16.                 | «Joyride» (из Joyride, 1991)                                                   | Пер Гессле                   | Стокгольм 2         | 6:22         |
| 17.                 | «C’mon» (из Son of a Plumber, 2005)                                            | Пер Гессле                   | Варшава             | 2:52         |
| 18.                 | «Are You an Old Hippie, Sir?» (из Son of a Plumber, 2005)                      | Пер Гессле                   | Варшава             | 2:39         |
| 19.                 | «It Must Have Been Love» (из Don’t Bore Us, Get to the Chorus!, 1995)          | Пер Гессле / Матс МП Перссон | Кёльн               | 4:31         |
| 20.                 | «The Look» (из Look Sharp!, 1988)                                              | Пер Гессле                   | Хальмстад           | 7:45         |
| 21.                 | «Hey Mr. DJ (Won’t You Play Another Love Song)» (из Son of a Plumber, 2005)    | Пер Гессле                   | Амстердам           | 2:59         |
| 22.                 | «(I’m Not Your) Steppin’ Stone» (из Flogging a Dead Horse, 1980)               | Томми Бойс и Бобби Харт      | Мюнхен              | 2:47         |
| 23.                 | «Sleeping in My Car» (из Crash! Boom! Bang!, 1994)                             | Пер Гессле                   | Амстердам           | 4:22         |
| 24.                 | «Queen of Rain» (из Tourism, 1992)                                             | Пер Гессле                   | Кёльн               | 3:42         |
| Общая длительность: | Общая длительность:                                                            | Общая длительность:          | Общая длительность: | 1:40:07      |

Примечания: Длительность песен приведена по примеру амстердамского концерта. Песня № 21 исполнялась только в Генте (первая по списку), Лондоне и Стокгольме. Песня № 23 исполнялась начиная с концерта в Кёльне и далее до окончания тура. После 21 песни на концертах следовало представление музыкантов. После 16 и 20 песен музыканты выходили на запланированный заранее бис.

### CD & LP
В своём официальном Твиттере Пер Гессле рассказал, что концертный альбом будет называться Gessle over Europe, помятуя о гастрольном туре Пола Маккартни 1972 года Wings Over Europe. Альбом будет выпущен на двойной LP пластинке, а также на CD, к которому в качестве бесплатного бонуса будет прилагаться DVD с видеозаписью концерта в Стокгольме.
Песни, записанные только в аудио, будут представлять концерты в Кёльне, Лондоне, Копенгагене, Амстердаме, Стокгольме (2 день), Варшаве, Хальмстаде и Мюнхене. На LP будет записано 3 или, возможно, 4 бонус-трека, а на DVD полная видеозапись первого стокгольмского концерта. Релиз CD+DVD ожидается в начале сентября 2009 года, он будет продаваться по цене обычного CD-альбома.

## Отзывы критиков

Медиатор с концерта

- Шведская газета Дагенс Нюхетер крайне положительно отзывается о первом концерте тура в клубе «Тавастия», Хельсинки. Репортёр Нильс Ханссон пишет о том, что судя по сет-листу, сыгранному на первом шоу, возвращение Roxette совсем не за горами[35].

- Шведская газета Aftonbladet оценила концерт на 3 из 5[36], равно как и шведская газета Expressen[37], что является вполне положительной оценкой.

- Пер Гессле в интервью перед варшавским концертом рассказал о бэк-вокалистке Хелене Юсефссон: «Она потрясающая, просто невероятная и очень непредсказуемая в то же время. Она никогда не поёт песню одинаково, всегда меняет что-то в студии или на концертах. Когда я работаю с ней, то записываю всё и потом у меня возникает проблема, потому что я не знаю какую версию выбрать [смеётся]. Хелена — обладательница действительно уникального голоса и таланта. В случае с альбомом Party Crasher её роль вокалистки почти такая же значимая, как и моя. С самого начала я хотел, чтобы она была частью проекта. Какие песни будет петь она, а какие я, мы решали с самого начала записи вместе»[38].

- После выступления в Хальмстаде, шведская газета Halland Posten назвала Гессле и его музыку «символом лета в Швеции».[27]

## Итоги тура и события после гастролей

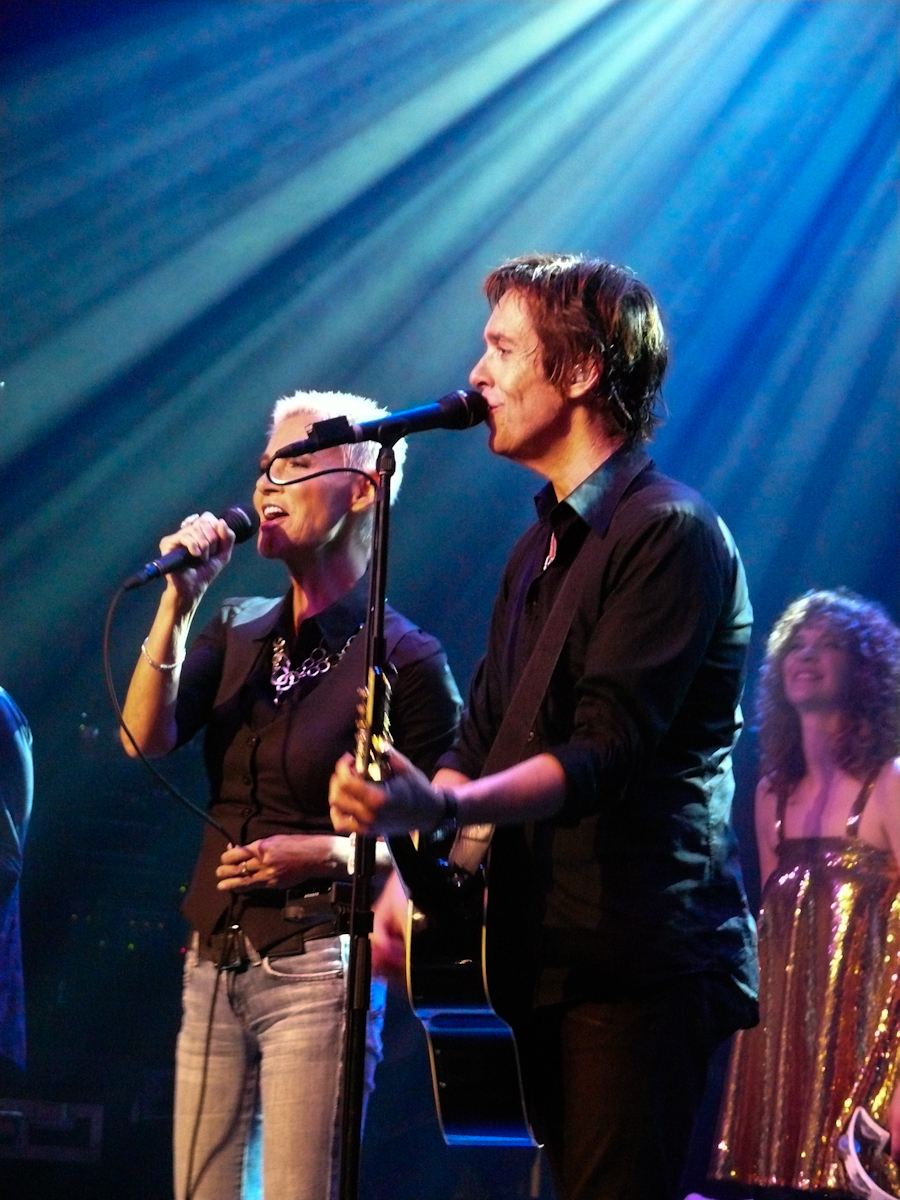
Мари Фредрикссон в качестве специального гостя на концерте в Амстердаме

Главным итогом тура (после концерта в Амстердаме и Стокгольме) стало заявление на весь мир о том, что Мари Фредрикссон приняла предложение Гессле вернуться на сцену и сотрудничать вместе с ним вновь в составе Roxette. Этого события поклонники ожидали 8 лет, с тех пор, как певица была госпитализирована. По окончании гастролей на пресс-конференции музыканты вместе заявили, что примут участие в серии концертов Night of the Proms, которые были отменены в 2002 году из-за болезни Фредрикссон.
Гессле по отзывам большого числа газет и критиков музыкальных журналов вновь доказал право называться одним из лучших поп-музыкантов Швеции и Скандинавии.
После тура Пер рассказал в интервью о готовящихся новых релизах: будет выпущено издание CD и DVD в одной упаковке. CD будет содержать песни, записанные на концертах по всей Европе, а DVD — видео концерта из «Cirkus» в Стокгольме (первый день), а также на DVD войдут более 100 видеороликов, которые разные люди из команды Гессле (в основном супруга Пера, О́са Нордин) снимали во время гастролей за сценой, в аэропорту и проч. Все ролики доступны на сайте YouTube.
Кроме того, главным сюрпризом для поклонников Пер называет выпуск двойной LP пластинки. В указанном интервью он сказал, что хочет взять пример с таких любимых им музыкантов как Kiss, Дэвид Боуи, и Питер Фрэмптон (англ. Peter Frampton).

## Галерея

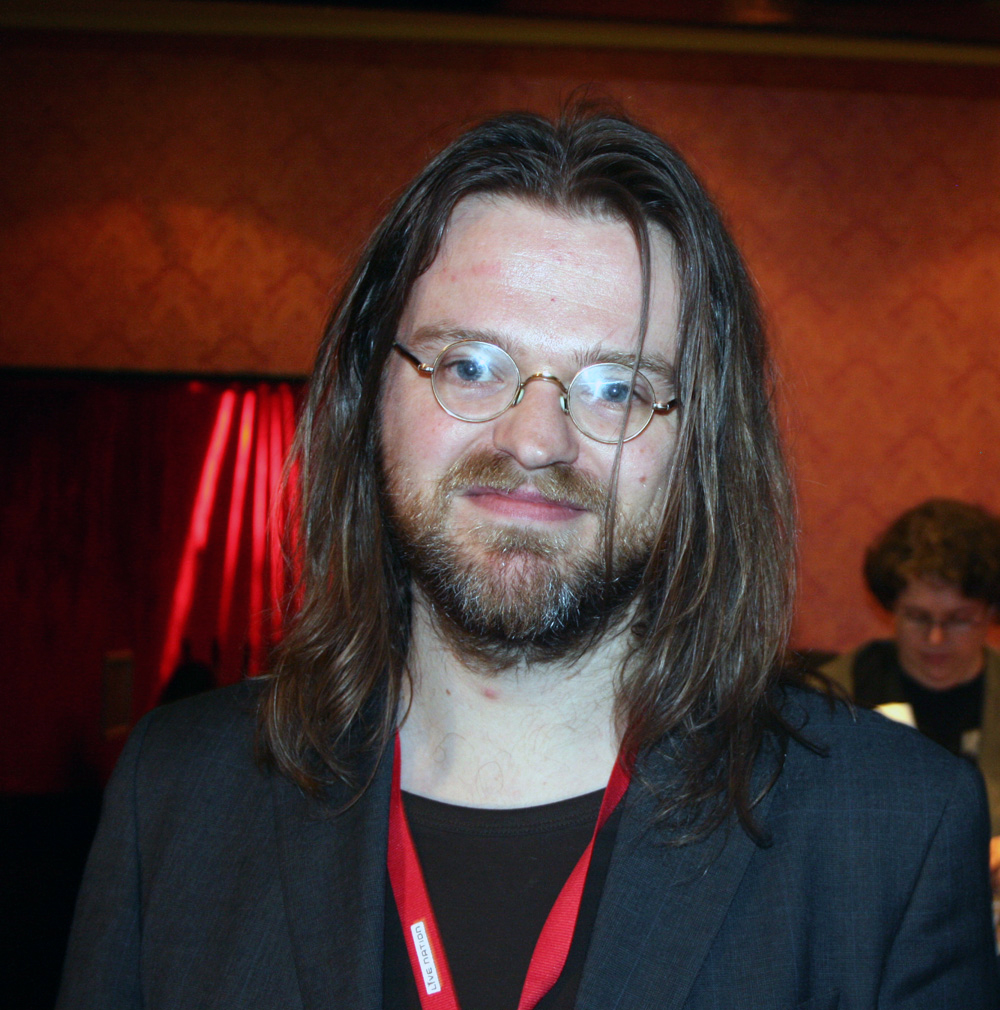
Кристофер Лундквист после концерта в Кёльне
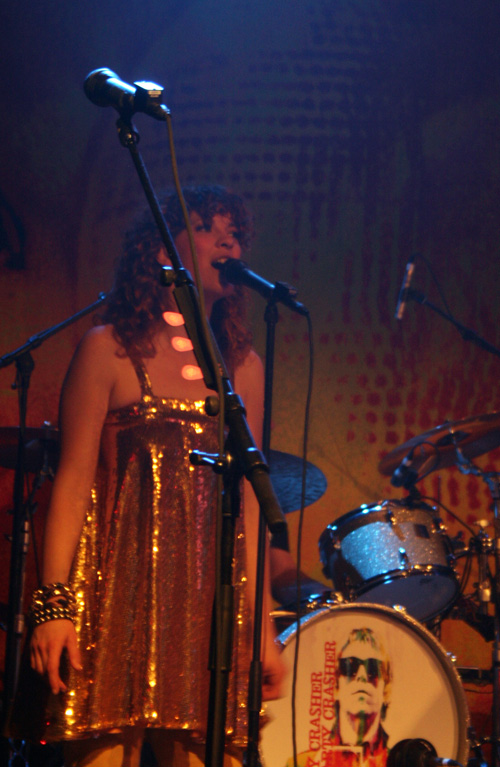
Хелена Юсефссон
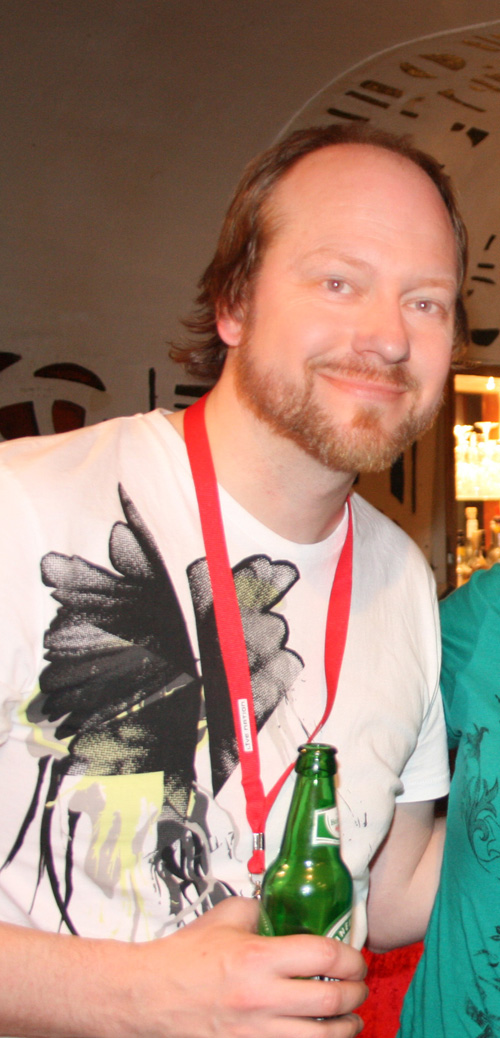
Бас-гитарист Магнус Бёрьессон
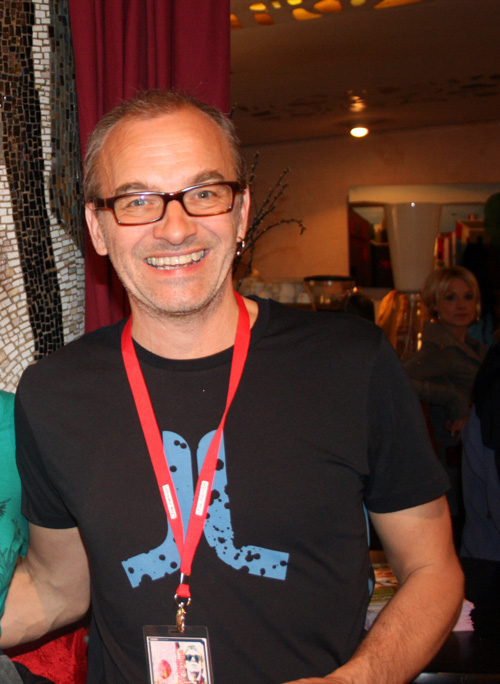
Клавишник и продюсер Кларенс Эверман
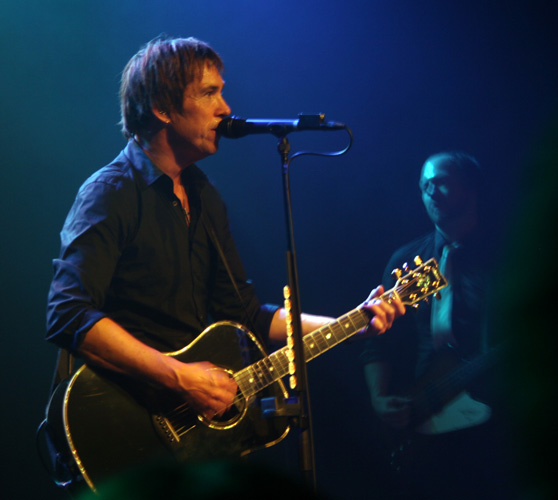
Пер Гессле и Магнус Бёрьессон
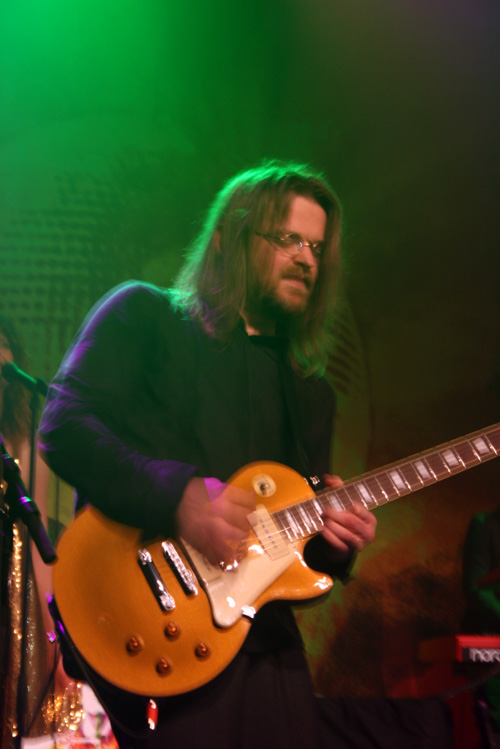
Кристофер Лундквист во время концерта
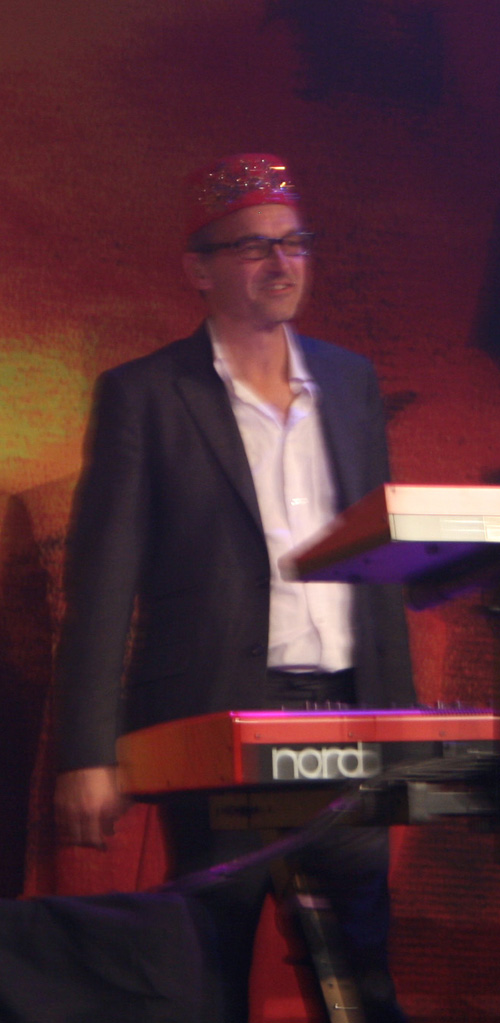
Кларенс Эверман в Кёльне

## Интервью
До начала и во время турне Пер дал огромное количество интервью, которые были опубликованы в Интернете. Ссылки на некоторые из них представлены ниже:
- Voice.fi (недоступная ссылка) интервью финскому радио
- Per Gessle — Party Crasher интервью из Словакии
- Gessle inventerar sitt liv i pop (недоступная ссылка) HBL, финская газета на шведском языке
- Per Gessle — Für immer Roxette? (недоступная ссылка) австрийский журнал NOW!
- Talking Shop: Roxette’s Per Gessle BBC News Intertainment
- Per Gessle: Roxette Return Will Happen канадский сайт Chart Attack (Торонто)
- Roxette to reform ABC Action News (Тампа, Флорида, США)
- Roxette till byen? датский журнал Urban